# Cantón de Pierrelatte
El cantón de Pierrelatte era una división administrativa francesa, que estaba situada en el departamento de Drôme y la región de Ródano-Alpes.

## Composición
El cantón estaba formado por cuatro comunas:
- Donzère
- La Garde-Adhémar
- Les Granges-Gontardes
- Pierrelatte

## Supresión del cantón de Pierrelatte
En aplicación del Decreto nº 2014-191 de 20 de febrero de 2014, el cantón de Pierrelatte fue suprimido el 22 de marzo de 2015 y sus 4 comunas pasaron a formar parte; dos del nuevo cantón de Grignan y dos del nuevo cantón de Tricastin.